# 江渟裙代
江渟 裙代（えぬ の もしろ、生没年不詳）は、古墳時代の越国の豪族。姓は臣。

## 記録
『日本書紀』巻第十九によると、欽明天皇31年4月（570年）に、越国の人、江渟臣裙代（えぬ の おみ もしろ）が京にやってきて、以下のように上奏した。
「高句麗の使人が風と浪に辛苦し、迷って浦津（とまり＝港）が分からなくなり、水に流されるままに漂流して、ようやく岸に到着しています。郡司（国造）が隠匿していますので、私が報告します」。
天皇は、その月のうちに、使者を派遣して、その高句麗の使節を迎え、5月に膳臣傾子（かしわで の おみ かたぶこ）を越に派遣して、饗応した。この時に高句麗の大使は傾子が京からの使いであることを知り、先に「郡司」と表現された道君が身分を「大王」といつわって、調を詐取したことを責め、その返還を求めた。これを聞いた傾子は、道君が取り立てた調を探索して、高句麗の使人らの元へ返している。

## 考証
上記の話は、応神天皇28年（推定297年）さらに、仁徳天皇12年（推定344年）に高句麗からの使者が来朝した、という話を除外すると、記録に表れる高句麗との国交に関する確実な初事例である。また、裙代が道君を訴えた事情には、加賀国江沼郡（現在の石川県江沼郡と加賀市）と、同国の石川郡味知郷（現在の石川県石川郡吉野谷村・尾口村・鶴来町）あたりを地盤とする豪族（江沼国造と加我国造）同士の争いがあったものと思われる。
また、ここに登場する「道君」の行為は朝鮮半島の貢職船を我が物にしようとした筑紫君磐井の行動と似ており、こうした彼の行動に対し、大和政権は何らかの処分をした形跡が見受けられず、当時の越国の豪族の自立性が認められる。